# Университет Гази
Университет Гази (тур. Gazi Üniversitesi) — высшее учебное заведение, расположенное в Анкаре.
Был основан в 1926 г. распоряжением Кемаля Ататюрка как институт подготовки учителей. В 1982 году в результате слияния с Анкарской академией экономики и коммерции, Анкарской государственной инженерно-архитектурной академией и ещё несколькими учебными заведениями был преобразован в университет. В настоящее время университет Гази состоит из 25 факультетов, включает 18 исследовательских центров и ряд других подразделений. В университете учится около 50 000 студентов, в том числе 1 500 студентов из тюркских стран Средней Азии. Среди выпускников университета — видные турецкие писатели (Ильхан Берк, Мустафа Балел), политики, олимпийская чемпионка 2004 года Нурджан Тайлан.